# 清水ひかり
清水 ひかり（しみず ひかり、1993年4月22日 - ）は、日本の元女子プロレスラー、振付師。愛媛県宇和島市出身。劇団剱神所属。プロレスラーとしては COLOR'SとJ@stのダブル所属。紙テープは白・オレンジ・水色。

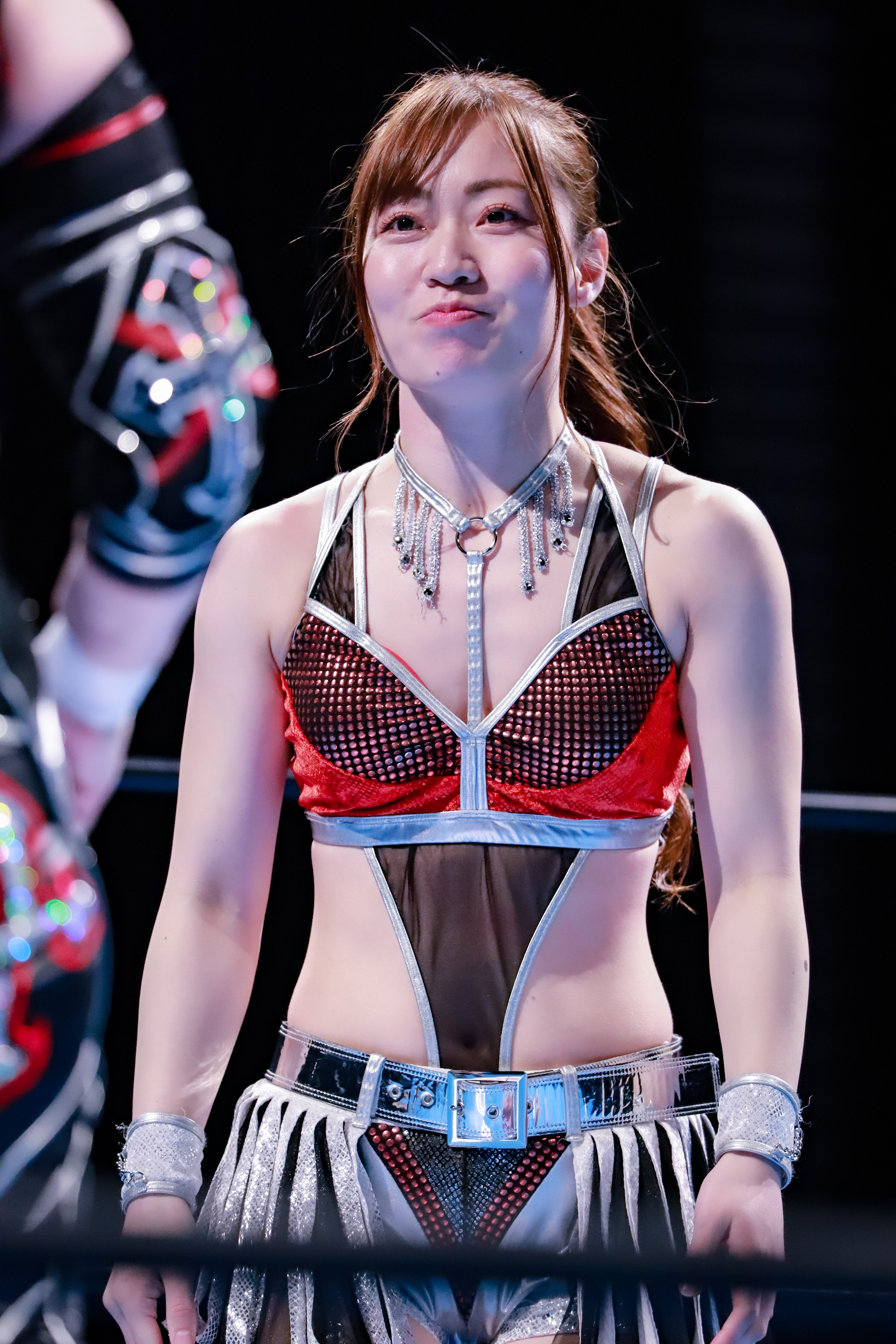
2022.02.12 COLOR'S 新木場大会 清水ひかり

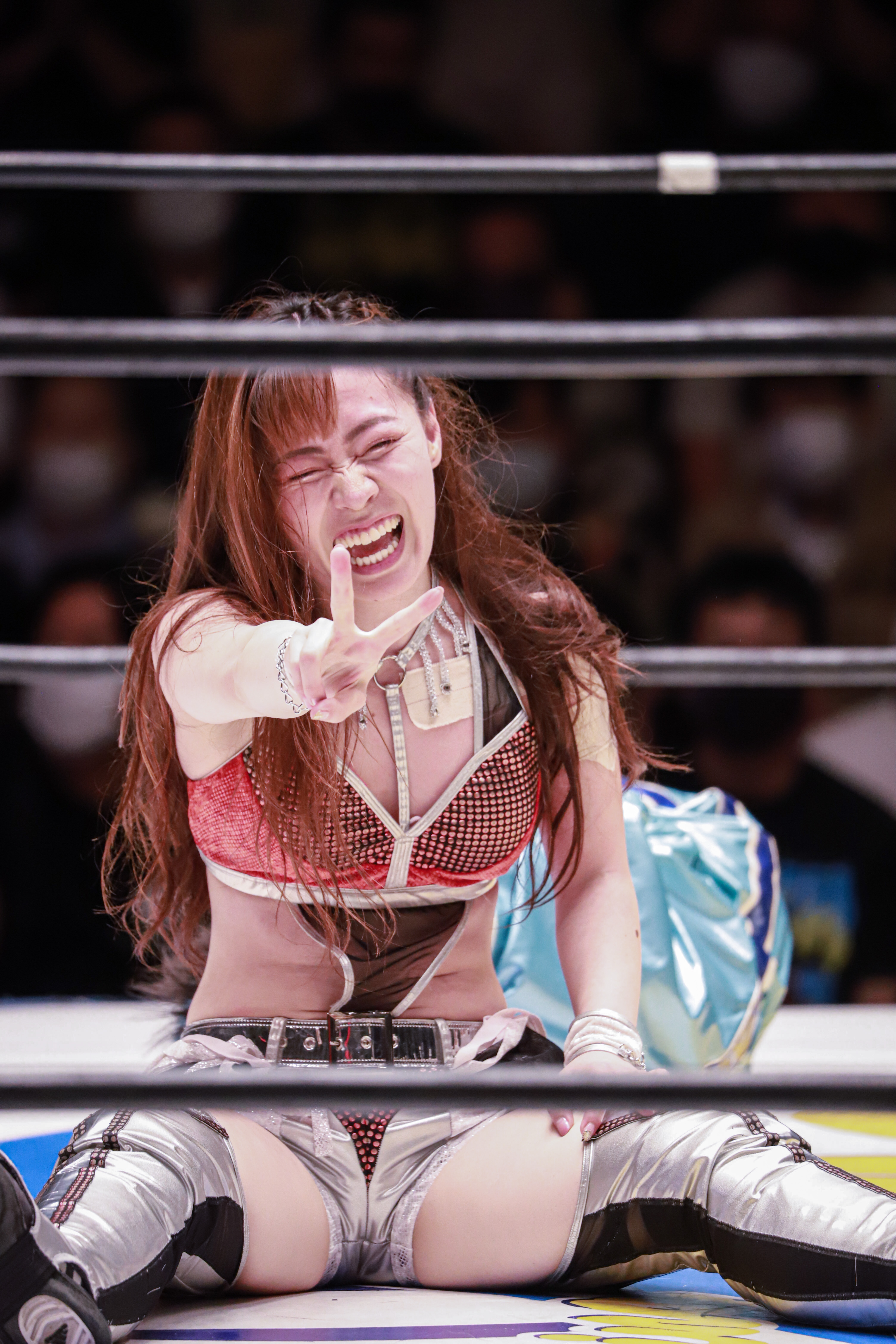
2022.07.17 Catch The Wave 2022 清水ひかり 後楽園ホール

## 略歴
高校卒業後、京都でバスガイドとして働き、2013年に上京し芸能活動を開始。歌手を目指しライブ活動を重ね、ボカロ系・元気ハツラツ青春ダンスボーカルユニット「Stera GARDEN」を結成、リーダーとなる。2016年3月からユニット名を「SW1TCH」に改名も活動休止。
芸能スクールのダンス講師として活動していたところ、ライブを通して出会った仁科鋭美が切っ掛けで観戦した中野たむの試合姿に胸を打たれ、自分も感動を与える側に回りたいとプロレスラーになる決心をして、2016年11月にBeginning練習生となる。
2018年3月に行われたカフェラテ噴水公園 『GOサインは1コイン』振り付け動画コンテストで優秀賞を受賞。
2019年1月20日より、所属がBeginningからActwres girl´Z Color′sとなる。（Beginning及びColor′sに所属にする全選手の総称をActwres girl´Zと呼ぶ）

### 2017年
2017年3月5日、対中野たむ戦で女子プロレスラーとしてプロデビュー。
3月20日、大抜擢を受け安納サオリ＆本間多恵戦（パートナーは万喜なつみ）でメジャー団体・全日本プロレスに出場。
3月26日、ACT18での3WAY戦で角田奈穗からプロ初勝利（もうひとりは賀川照子）。
5月28日、新木場Beginning「ACT20」で堀田祐美子と一騎打ち。9月9日、ディアナ川崎大会で伊藤薫と一騎打ち。10月14日、ディアナ川崎大会で井上京子と特別ルールながらシングルマッチで対戦 と新人ながらもベテラン選手との対戦を広く経験。
11月28日、Beginning新木場大会で斎藤未来と対戦、シングル初勝利を挙げる。

### 2018年
１月24日 蟹K☆ING興行 アイスリボン道場(レッスル武闘館)大会で行われた蟹ワールド選手権試合で王座に挑戦。
（王者）ユイガニマスクvs清水ひかり（挑戦者）にて初のタイトルマッチに挑んだが敗北。
2月27日、本間多恵と共に新団体 J@stを旗揚げ。対戦カードは本間多恵&レイナイシスvs清水ひかり&ハロチータ。結果は本間多恵のzeroで敗北。
3月21日、ガンプロ初参戦。沙紀とシングルを行い、カワイルドバスターで敗北。
4月4日、J@st旗揚げ後二回目の開催となる興行で行われたタッグマッチで、パートナーの本間多恵が特攻ホールドで勝利してJ@st興行で団体所属としての初勝利。対戦カードは本間多恵&清水ひかりvsハロチータ&レイナイシス。
6月17日、プロレスリングWAVEに初参戦。対戦カードはフェアリー日本橋vsチェリーvs清水ひかり。チェリーによる二人纏めての春夜恋で敗北。
8月12日、ACT32新木場1stRING大会にて実力向上のため沙紀、茉莉、さくらんボニータのチームに加入。
8月31日、J@stとして東部フレンドホールに初進出。メインイベントで本間多恵と対戦。これがJ@st初の所属同士によるシングルマッチとなる。多恵ロックで敗れる。
9月1日、J@stのTwitterアカウント（@jst44094407 ）で9月1日〜30日の間に固定ツイートのファボとRTの合計が777でセクシーコスプレでポートレート発売、そのコスプレでオープニング登場、合計が1000で本間多恵と清水ひかりが呼びたい選手を1名オファーする企画がスタート。
9月7日、Beginning新木場1stRING大会にて沙紀とのチームが始動。沙紀と組んで関口翔&有田ひめか組と対戦し、ブロックバスターホールドで勝利。
9月25日に開幕したAWG初代王者を決めるアクトレスガールズシングルチャンピオン決定トーナメントに出場。1回戦で有田ひめかに敗れる。
9月30日、J@stのTwitterアカウント（@jst44094407 ）で行われた固定ツイートのファボ&RTの合計1000を目指す企画が最終日で達成される。
10月7日、埼玉県で行われた埼玉障害者まつりにて始めての野外プロレスを体験。レフェリーをしているチョリソがこのイベントに運営として携わっているので、レギュラー参加しているアイスリボンが希月あおい引退興行で出られないため、アクトレスガールズが抜擢された。茉莉と組んで高瀬みゆき&青野未来組と対戦。茉莉がバズソーキックで高瀬から勝利。
10月17日、SEAdLINNNG初参戦。ハイスピード3WAYマッチにて桃野美桜、笹村あやめと対戦し、ハイスピードルールを始めて経験する。桃野美桜にレッグロールクラッチホールドで敗北。
試合後、強くなるためと南月たいように指導を仰ぎ承諾される。
11月15日、Beginning（アクトレスガールズ）初進出となる後楽園ホール大会で行われた本間多恵&角田奈穂vs茉莉&清水ひかりにて、後楽園ホールでの試合を始めて経験する。本間多恵の飛びつき式腕ひしぎ十字固めで敗北。
大会終了後、Beginningが１月２０日に旗揚げする新ブランド団体『Color′s』所属になると発表される。
12月5日、おっこんdeプロレス初参戦。対戦カードはライディーン鋼vs沙紀vs清水ひかり。清水ひかりが沙紀の首固めで敗北。竹田誠志&竹田光珠vsライディーン鋼&沙紀&清水ひかり。音楽が流れて勝敗なく終了。
12月15日、KANEKIN FITNESS GYM グランドオープンイベントにて、スクワット部門3位入賞。
12月24日、 Marvelous横浜ラジアントホール大会にてMarvelous初参戦。カードが当日発表で行われ第1試合に登場。門倉凜&清水ひかりvs永島千佳世&愛海が組まれ、永島千佳世がダイビングフットスタンプで門倉凛に勝利。

### 2019年
1月20日、Color′s旗揚げ戦のメインイベントに登場。カードは沙紀&瑞希vs茉莉&清水ひかり。沙紀の雪崩式カワイルドバスターで敗北。所属がBeginningからActwres girl´Z Color′s（略称はAWG Color′s）となる。
2月17日、PURE-J板橋グリーンホール大会で、KAZUKI&ライディーン鋼組が所持するデイリースポーツ認定女子タッグ王座に本間多恵とのチームで挑戦。これがタッグタイトルへの初挑戦となるが、ライディーン鋼のムーンサルトプレスで清水ひかりが敗北。
5月26日、志摩市志摩（和具）文化会館大会にてOZアカデミー初参戦。世志琥とのシングルが組まれラリアットで敗北。
6月9日、新木場1stRINGで開催された覆面MANIA 43にて、覆面MANIAに初参戦。
6人タッグマッチ30分1本勝負が組まれる。

○ミスティク＆SAKI＆茉莉（13分31秒　タパティア・コン・バリエンテ）真琴＆本間多恵＆清水ひかり×
6月30日、足利市民プラザ小ホール大会にて、WRESTLE-1に初参戦。才木玲佳とシングルを行いジャックハマーで敗北。
7月7月、韓国でWWA初参戦、及び海外での試合を初経験。Color’s同所属の茉莉とシングルを行いバズソーキックで敗北。
9月2日、Color's新木場1stRING大会でSEAdLINNNGの高橋奈七永と初シングルを行い、アルバトロスで敗北。試合後に怪我の治療に専念するため、長期欠場を発表する。

### 2020年
3月1日、Color's新木場1stRING大会にて、肩の手術を受ける為、長期欠場を発表。
8月14日、Actwres girl’Z 後楽園ホール大会にて長期欠場から復帰。対戦カードはSAKI＆林亜佑美 vs 茉莉＆清水ひかり。清水ひかりがSAKIのカワイルドバスターで敗北。

### 2021年
2月1日 - 2月3日、コレガスタジオで日曜日を除き毎日開催されているコレガプロレス/colega Pro wrestlingに３日続けて参戦。対戦カードは2月1日、ハイビスカスみぃ&SAKIvs清水ひかり&花園桃花。2月2日、ハイビスカスみぃvs清水ひかり。2月3日、ハイビスカスみぃ&SAKIvs清水ひかり&花園桃花。3日間を全敗で終える 。
4月4日、Actwres girl‘Z後楽園ホール大会で行われたＡＷＧ認定タッグ王者選手権試合にて、本間多恵＆尾﨑妹加組に茉莉＆清水ひかり組で挑戦。清水ひかりが本間多恵の多恵ロックSPにより敗北。
この試合からニューコスチュームとなる。
8月13日、Actwres girl‘Z後楽園ホール大会にてSAKIの保持するＡＷＧ認定シングル王座へ挑戦。カワイルドニードロップで敗北。この試合から以前までのイメージカラーを一新したニューコスチュームを着用。
8月22日、プロレスリングwave後楽園ホール大会にて、SAKIとのタッグチーム galaxy Punch!として、王者組である門倉凛&青木いつ希が保持するDUAL SHOCK WAVE WAVE認定タッグ王座に挑戦。SAKIが門倉凛からカワイルドニードロップで勝利。
第26代 DUAL SHOCK WAVE WAVE認定タッグ王座となる。
2021年12月31日、アクトレスガールズのプロレス活動終了およびBeginning、Color’s解散に伴い、アクトレスガールズを卒業。プロレスラーとしての活動は継続する。2022年2月12日にSAKI、清水ひかり、網倉理奈、櫻井裕子の4名で新生COLOR'Sとして旗揚げ。旗揚げ戦ではSAKIと組み、堀田祐美子、川畑梨瑚のT-HEARTS組と戦い川畑から勝利を得た。

### 2022年
3月27日、アイスリボン1189 in 176BOX大会にて、SAKIとのタッグチーム galaxy Punch!として、王者組である星ハム子&星いぶきが保持するインターナショナルリボンタッグ選手権に挑戦。SAKIが星いぶきからカワイルドニードロップで勝利。
第55代 インターナショナルリボンタッグ王座となる。
5月5日、プロレスリングwave 後楽園ホール大会にて、CATCH THE WAVE 2022 
蹴撃ブロック公式戦で自身初となるシングルによる後楽園ホールメインイベントを務める。結果は野崎渚のノアールランサー・ハイで敗れる。
清水ひかりにとってCATCH THE WAVE 初エントリーとなる。
6月5日、STARDOM 後楽園ホール大会のメインイベントでCOSMIC ANGELS vs COLOR'S 敗者相手ユニット入門マッチとして中野たむ&白川未奈&ウナギ・サヤカ vs SAKI&清水ひかり&櫻井裕子が行われ、清水ひかりが中野たむにバイオレット・スクリュー・ドライバーで敗れる。試合後、中野たむの提案によりCOSMIC ANGELSとCOLOR'Sが連合軍を結成する。
12月29日、AZMの持つハイスピード選手権王座に挑戦するも敗北。

## タイトル歴
プロレスリングWAVE
- 第26代WAVE認定タッグ王座（パートナーはSAKI、チーム名はgalaxyPunch!）
- 第30代WAVE認定タッグ王座（パートナーはSAKI、チーム名はgalaxyPunch!）

アイスリボン
- 第55代インターナショナルリボンタッグ王座（パートナーはSAKI）

DDTプロレスリング
- アイアンマンヘビーメタル級王座（第1608代）

COLOR'S
- 第8代COLOR'S王座

## 人物
趣味は神社仏閣めぐり。スリーサイズは81・61・85とプロレスラーとしては痩身であるが、サッカー経験やフットサルを活かした蹴り技と、ダンスで培った軽い身のこなしを武器にする。

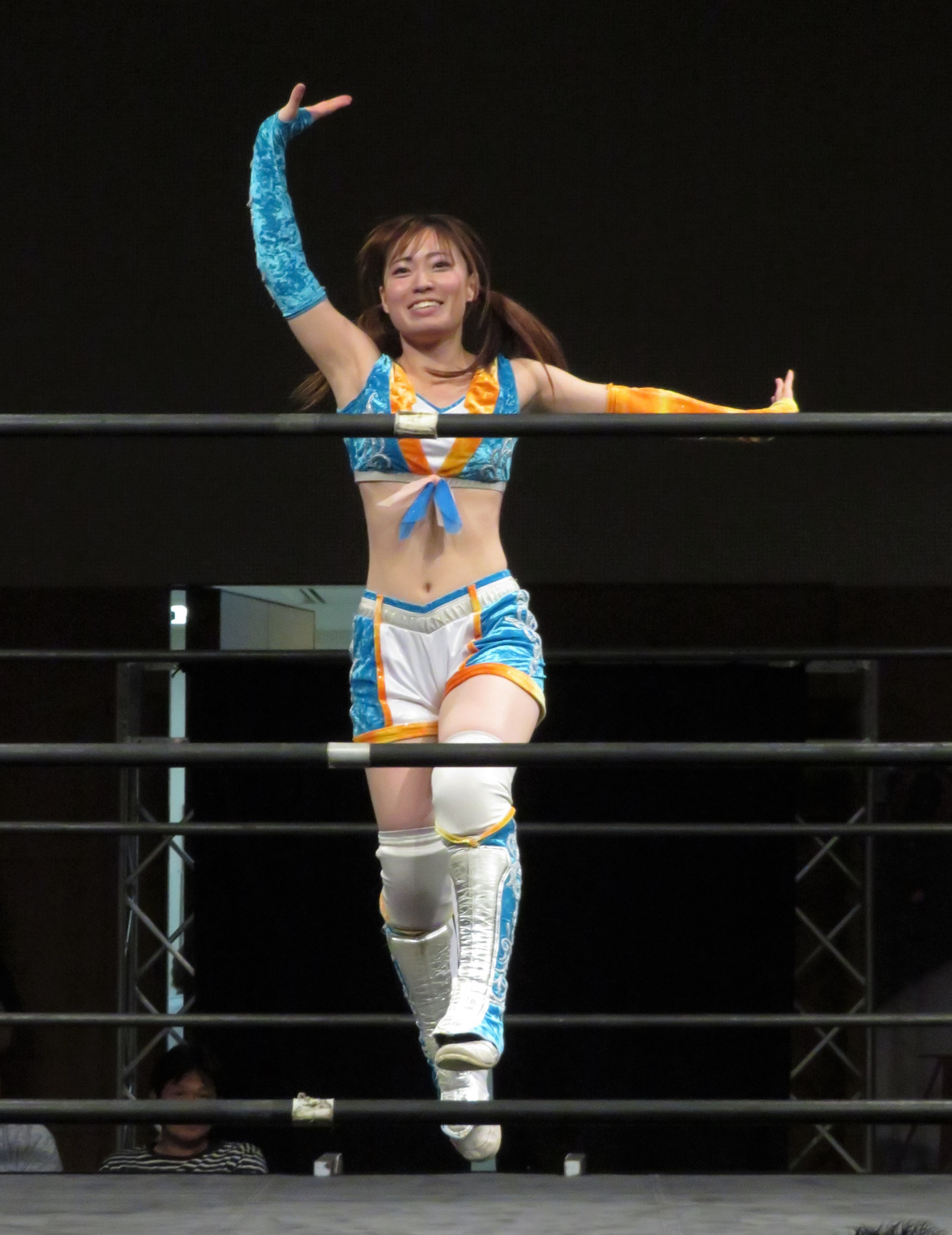
2018年までのコスチューム

デビュー時のコスチュームは青空に映えるひまわりをイメージしたカラーリングで、全体のフォルムは影響を受けた仁科鋭美を意識している。
Color´s旗揚げ戦よりダルメシアンをモチーフにしたコスチュームに変更された。

## 得意技
▪ PK
▪ PKF（ピーケーフラッシュ）
コーナーにいる相手への串刺し式ジャンピングミドルキック。
清水ひかりのオリジナル技。
▪ 水面蹴り
▪ コブラクラッチ
▪ カサドーラ
▪ バズソーキック
▪ ひまわり
回転しながら打つバズソーキック。
▪ ブロックバスター
▪ 落雷

## 作品

### ミニアルバム
- Princess（2017年9月6日、自主制作CD）入場曲、sw1tch時代の曲など3曲収録。
- Actwres girl'Z（2018年1月10日、キングレコードより発売）

## 入場曲
- 「LOVE BEAT」清水ひかり
- 「Setsuna」清水ひかり&月野るか

## 出演

### テレビ
- AbemaTV『全日本パリピ選手権 グランドチャンピオン大会』（2018年9月29日放送）

### ラジオ
- FMうらやす『☆ミミハピ』メインパーソナリティー
- entamedia japan『殿のフリーダムズプロレスステーション』ゲスト出演（2018年11月1日〜11月15日迄配信）[27]

### 舞台
- AWG『カウント2.9！』役：ナナ（2018年7月26日 - 7月29日、新木場1stRING）
- 剱神『LAST-SHINOBI〜くノ一はじめました〜』役：クレア（2018年8月17日、浅草 花やしき座）